# Seleuc III Ceraune
Seleuc III Ceraune o Soter (en grec antic Σέλευκος Γ΄ ὁ Κεραυνός, ὁ Σωτήρ) fou rei selèucida del 225 aC al 223 aC. Ceraune significa "llamp", i Soter "Salvador". El seu nom original era Alexandre i va agafar el de Seleuc en ser proclamat rei.
Era el fill gran de Seleuc II Cal·línic i va néixer el 243 aC. Va succeir el seu pare a la mort d'aquest el 225 aC. Va voler realitzar els plans que el seu pare no havia pogut tirar endavant, i va reunir un gran exèrcit amb el propòsit de travessar les Muntanyes del Taure per desposseir Àtal I de Pèrgam de les terres que havia anat incorporant al seu regne. El mateix 225 aC, va enviar un exèrcit sota el comandament d'Andròmac, oncle de Seleuc III, contra la part de Frígia que havia estat ocupada per Àtal de Pèrgam. L'exèrcit va ser derrotat i Andròmac fet presoner i enviat a Egipte.
L'any 224 aC, el nou rei de Capadòcia Ariarates IV va succeir al seu pare Ariarates III i va iniciar un acostament amb Seleuc. Més endavant, aquest rei de Capadòcia es casaria amb Antioquis, una filla d'Antíoc, el germà de Seleuc Ceraune.
Va decidir encapçalar personalment un segon atac contra Àtal de Pèrgam l'any 223 aC, i el va acompanyar el seu cosí Aqueu, un home hàbil, però malgrat els esforços hi va haver malestar a l'exèrcit i van ser totalment derrotats per l'enemic. Seleuc va morir en la batalla, assassinat per un dels seus oficials anomenat Nicànor, juntament amb un gal de nom Apaturius. Tindria poc més de vint anys en el moment de la seva mort. Aqueu va aconseguir la retirada de l'exèrcit sense gaires baixes. Quan va arribar a la capital va nomenar rei al germà de Seleuc, Antíoc, que va regnar amb el nom d'Antíoc III.